# Jenkovce
Jenkovce (in ungherese: Jenke) è un comune della Slovacchia facente parte del distretto di Sobrance, nella regione di Košice.